# Comuna Sușceanî, Olevsk
Sușceanî (în ucraineană Сущанська сільська рада) este o comună în raionul Olevsk, regiunea Jîtomîr, Ucraina, formată din satele Andriivka și Sușceanî (reședința).

## Demografie
Componența lingvistică a comunei Sușceanî
     Ucraineană (99,61%)
     Alte limbi (0,32%)
Conform recensământului din 2001, majoritatea populației comunei Sușceanî era vorbitoare de ucraineană (99,61%), existând în minoritate și vorbitori de alte limbi.